# Бирегулярная кривая
Бирегулярная кривая  — кривая, регулярная на некотором интервале (или в окрестности некоторой точки), для которой  кривизна не равна нулю на этом интервале. Иными словами, пусть {\displaystyle \gamma (s)} — регулярная кривая в {\displaystyle d}-мерном евклидовом пространстве, параметризованная своей длиной {\displaystyle s}, а {\displaystyle \kappa (s)=|{\ddot {\gamma }}(s)|} — кривизной кривой {\displaystyle \gamma } в точке {\displaystyle p=\gamma (s)}, где {\displaystyle {\ddot {\gamma }}(s)} — вторая производная по натуральному параметру {\displaystyle s}. Тогда кривая {\displaystyle \gamma (s)} бирегулярна в некоторой окрестности точки {\displaystyle p=\gamma (s)}, если кривизна {\displaystyle \kappa (s)} отлична от нуля в этой окрестности.
Понятие бирегулярной кривой используется при определении трёхгранника Френе: если кривая не является бирегулярной в некоторой точке, то в этой точке трёхгранник Френе однозначно не определён.